# Scientia artium militarium
Scientia artium militarium architecturam, pyrotechnicam, tacticam, polemicam, perspectivam complectens – wydana w 1747 r. we Lwowie w drukarni kolegium Towarzystwa Jezusowego praca zredagowana przez Ignacego Bogatkę, miecznikowicza bracławskiego, będąca kompilacją treści wykładów z matematyki prowadzonych przez jezuitę Faustyna Grodzickiego.
W książce Bogatki znalazła się część wykładów Grodzickiego dotycząca zagadnień militarnych, a w szczególności tych związanych z fortyfikacjami, artylerią oraz inżynierią i techniką wojskową.

## Autor
Właściwym autorem treści książki jest jezuita Faustyn Grodzicki, urodzony 15 lutego 1709 r. lub 10 lutego 1710 r. w Dywinie na Polesiu. Do Towarzystwa Jezusowego wstąpił w 1726 w Krakowie; studiował w kilku kolegiach jezuickich, m.in. retorykę w Jarosławiu, filozofię w Kaliszu, matematykę w Krasnymstawie i teologię w Lublinie. Następnie w latach 1739–1743 wykładał retorykę w kolegiach w Brześciu, Krośnie i Lwowie, został jednak odsunięty od nauczania. W roku 1743 zorganizował w ramach studium filozofii kolegium lwowskiego kurs matematyczny, którego został jedynym wykładowcą; nauczał tam do 1749 r. Wykształcił kilku wybitnych matematyków i architektów. Po 1749 wykładał jako profesor filozofii w Jarosławiu i Lwowie, a następnie pełnił kilka innych funkcji, m.in. nadzorował budowę kolegium i kościoła Jezuitów w Łaszczowie, był rektorem w kolegium w Kamieńcu Podolskim w latach 1758–1762, a także misjonarzem w Porycku w latach 1767–1773. Po rozwiązaniu zakonu jezuickiego w 1773 r. pracował jako prywatny nauczyciel; nauczał m.in. Tadeusza Czackiego. Zmarł w grudniu 1787 r.

## Forma
Książka składa się z 140 stron druku w formacie 15,5 × 18,5 cm i 19 tablic z 128 rysunkami technicznymi objaśnionymi w tekście. Treść jest podzielona na sześć części omawiających kolejno wybrane obszary z dziedziny techniki wojskowej. Każda część dzieli się na rozdziały, w których umieszczone są definicje podstawowych pojęć z danej dziedziny oraz rozwinięcia tychże z ukazaniem przykładów ich praktycznego zastosowania. Tekst pełen jest dodatkowych komentarzy, uszczegółowień, a także egzemplifikacji poszczególnych zagadnień w postaci problemów oraz sposobów ich rozwiązania.
Dane liczbowe umieszczone są w nowoczesny sposób w tabelach obok tekstu, a rysunki, szczegółowo omówione w pracy, znajdują się na wykonanych w technice miedziorytowej tablicach na końcu książki.

## Treść
Grodzicki opierał się na wielu wcześniejszych pracach z dziedziny inżynierii wojskowej, przy czym duża część z nich, powstała jeszcze w XVII wieku, nie straciła w czasach autora na aktualności. Wśród ekspertów od techniki militarnej, których dziełami posłużył się Grodzicki są m.in. Adam Freytag, Blaise François comte de Pagan, Claude François Milliet Dechâles, François Blondel, Sebastien le Prestre de Vauban, Christian Wolff, Kazimierz Siemienowicz, Johann Siegmund Buchner, Michael Mieth i Pierre Surirey de Saint Remy.
W pierwszej części, poświęconej fortyfikacjom, autor omawia szczegółowo kilka szkół fortyfikacyjnych obowiązujących w jego czasach. W drugiej obszernie przedstawia wiadomości o prochu strzelniczym, amunicji artyleryjskiej oraz rodzajach dział i strzelaniu z nich, obejmujące całokształt ówczesnej wiedzy o artylerii. Trzecia, obszerna część, odnosi się do sztucznych ogni i techniki rakietowej. Czwarta – do budowy umocnień polowych i stanowisk ogniowych dla dział, a także prowadzenia oblężeń. Niewielka, piąta część traktuje o budowie obozów wojskowych i formowaniu szyków bojowych, a w ostatniej, szóstej, autor roztrząsa zagadnienie wykonywanych na potrzeby wojska pomiarów i rysunków.
W wykładach Grodzickiego odzwierciedlony jest postęp w technice wojennej, jaki dokonał się w całej Europie pomiędzy pierwszą połową XVII wieku a datą wydania omawianej pracy (1747 r.). Jezuita przedstawia bogaty i aktualny przegląd wiadomości z dziedziny budowy i zdobywania fortyfikacji, artylerii i inżynierii. Nie jest to jednak praca specjalistyczna, a jedynie przeznaczone dla uczniów szkół średnich zestawienie wiadomości o ówczesnej technice wojskowej.

## Znaczenie
Książka Bogatki o kilkadziesiąt lat wyprzedziła pierwsze rodzime szczegółowe podręczniki dotyczące artylerii i inżynierii militarnej, przeznaczone dla studentów wojskowych szkół wyższych, takie jak np. Nauka artyleryi Józefa Jakubowskiego z lat 1781–1783. Tym samym, pełniła rolę swego rodzaju wstępnego przygotowania dla przyszłych artylerzystów i inżynierów przed odebraniem bardziej specjalistycznej edukacji. Ostatecznie należy brać pod uwagę, że pierwsza stała szkoła ogólnowojskowa na terenie I Rzeczypospolitej, gdzie poruszano także kwestie techniczne, a mianowicie Szkoła Rycerska, powstała dopiero w 1765 r.; w 1776 założono Szkołę Artylerii, a w 1780 i 1789 r. Szkoły Inżynierii koronną i litewską.

### Galeria

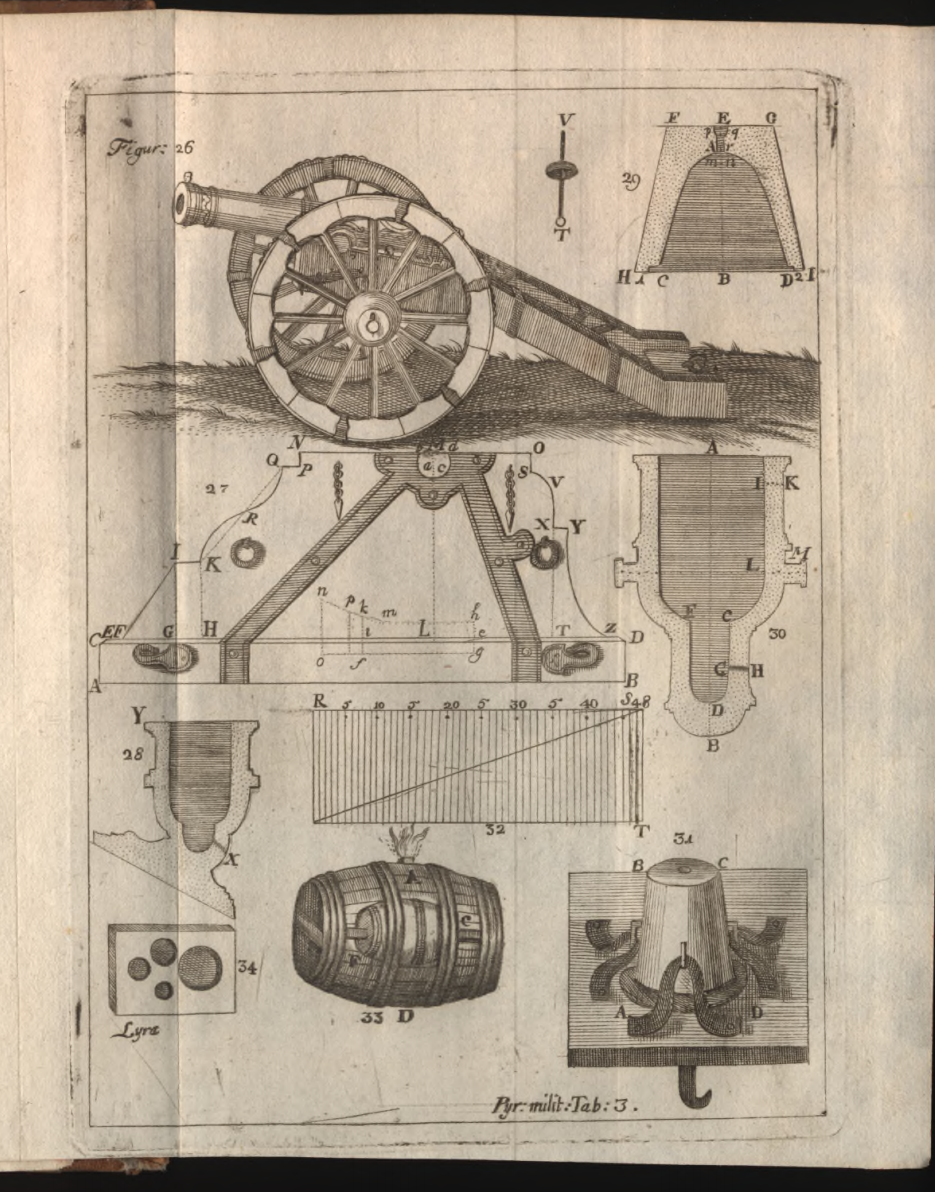
Miedzioryt działa regimentowego i innych schematów
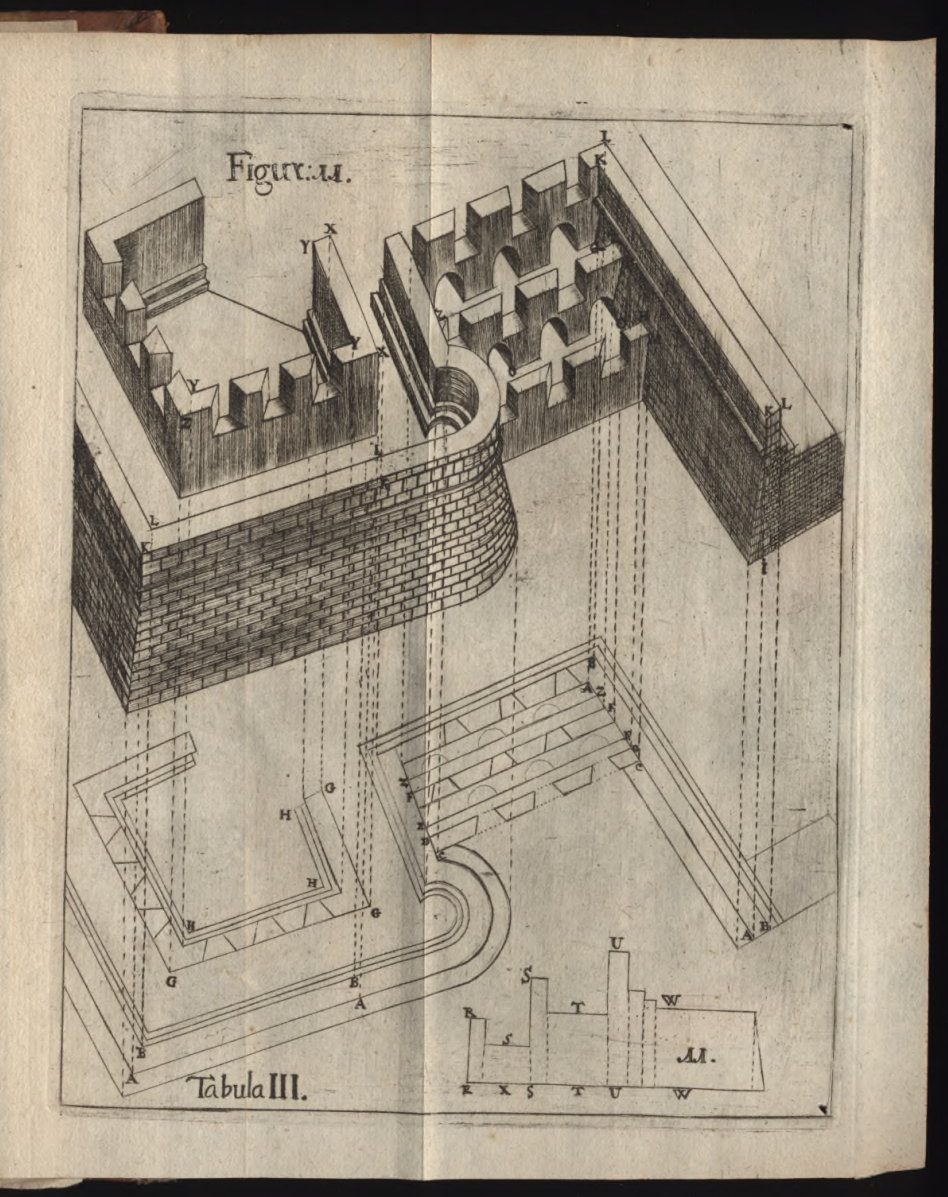
Miedzioryt przedstawiający fortyfikacje ukazane w rzucie poziomym
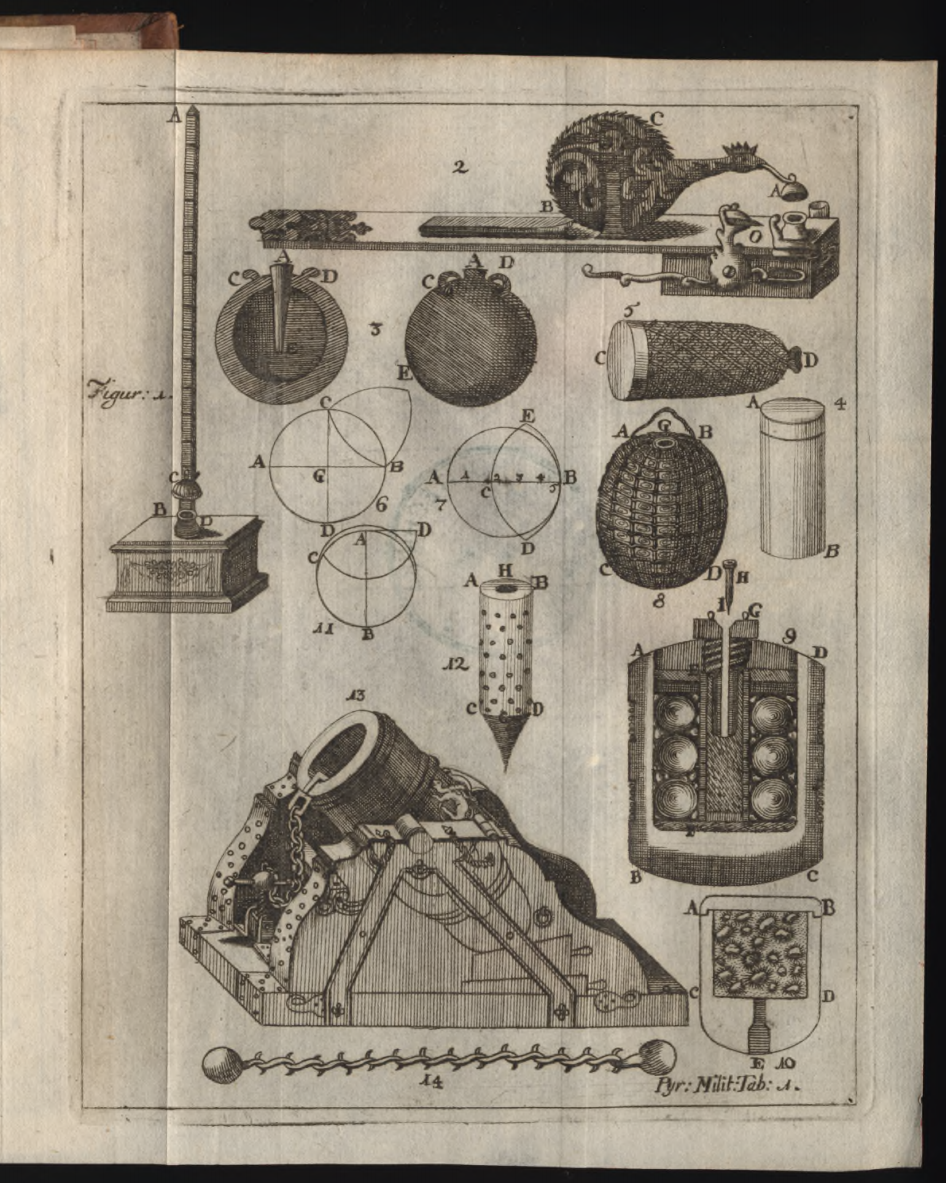
Miedzioryt moździerza, pocisków i przyrządów artyleryjskich
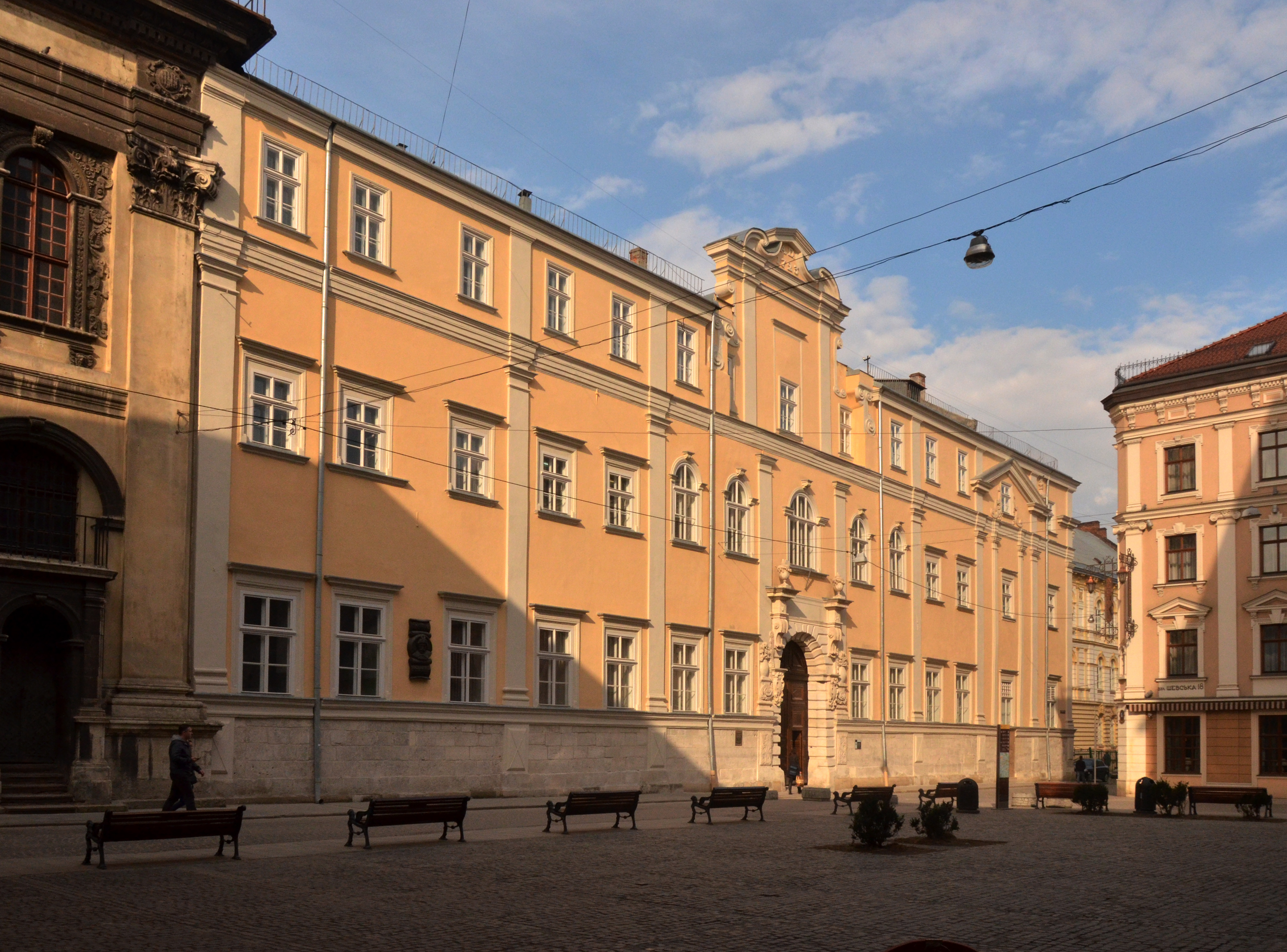
Budynek kolegium jezuitów we Lwowie